# Elaeagnus multiflora
Elaeagnus multiflora là một loài thực vật có hoa trong họ Elaeagnaceae. Loài này được Thunb. mô tả khoa học đầu tiên năm 1784.

## Hình ảnh

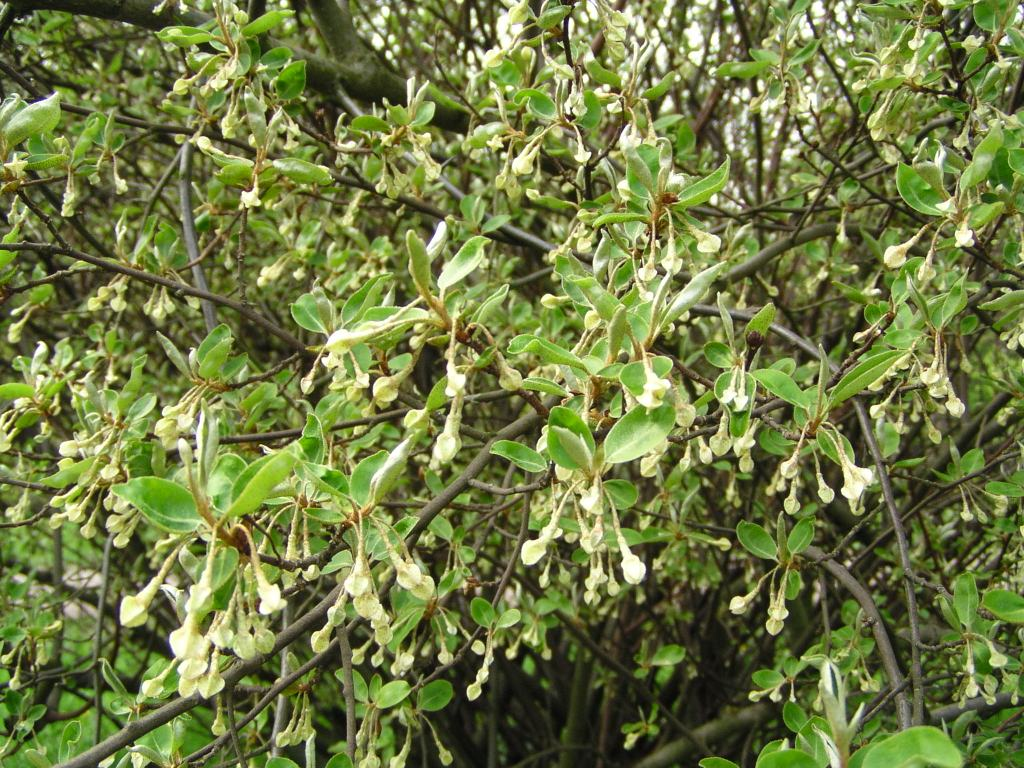
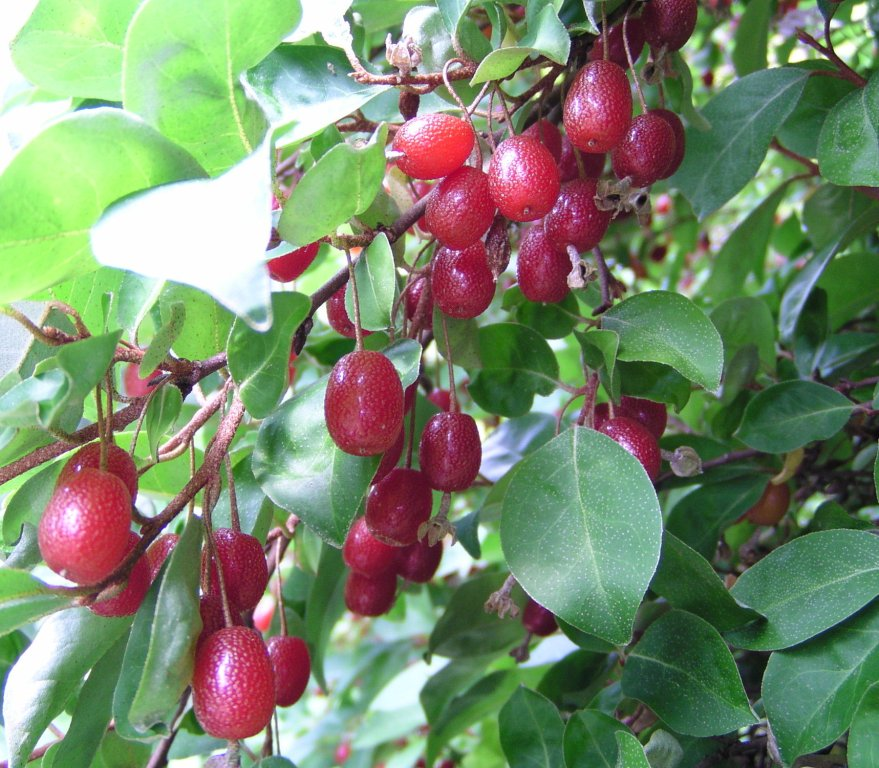
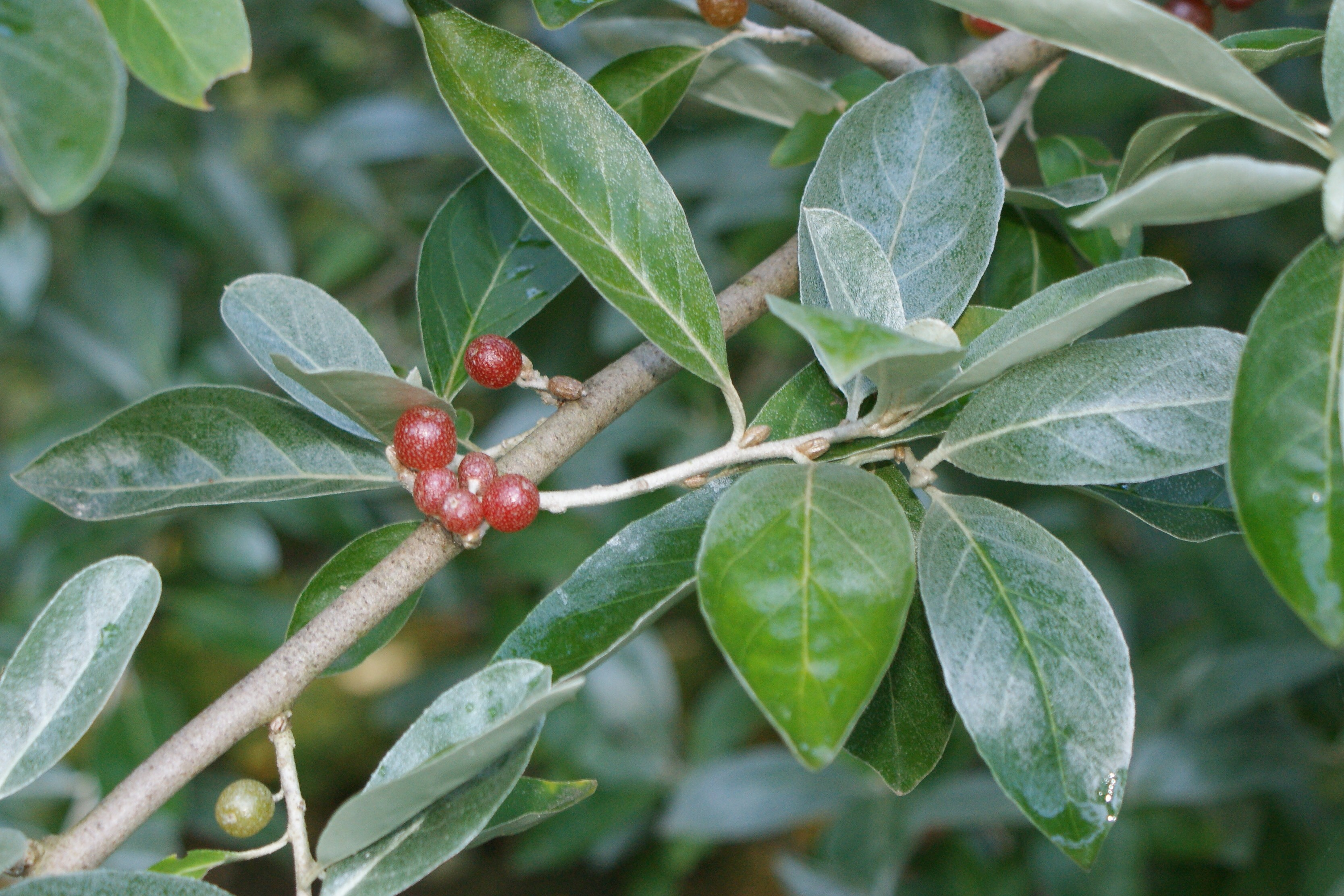
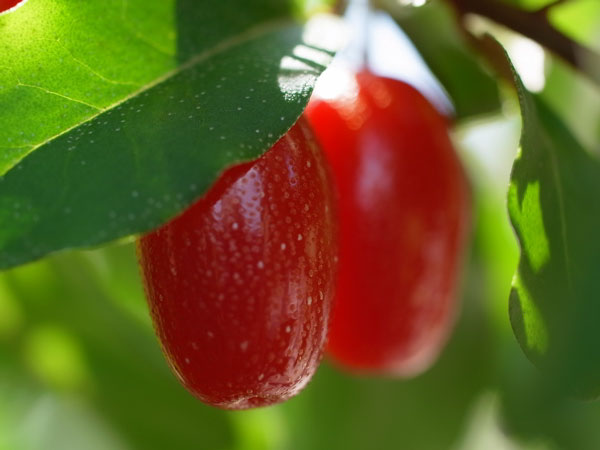